# Hvězdonice
Hvězdonice är en ort i Tjeckien.   Den ligger i regionen Mellersta Böhmen, i den centrala delen av landet, 30 km sydost om huvudstaden Prag. Hvězdonice ligger 289 meter över havet och antalet invånare är 319.
Terrängen runt Hvězdonice är huvudsakligen platt, men österut är den kuperad. Hvězdonice ligger nere i en dal. Runt Hvězdonice är det ganska tätbefolkat, med 54 invånare per kvadratkilometer. Närmaste större samhälle är Benešov, 12,0 km sydväst om Hvězdonice. I omgivningarna runt Hvězdonice växer i huvudsak blandskog.